# دون جونز (لاعب هوكي الجليد)
دون جونز هو لاعب هوكي الجليد كندي، ولد في 13 ديسمبر 1937 في برانت في كندا، وتوفي في 8 يوليو 2017 بسبب نوبة قلبية.

## وصلات خارجية
- دون جونز على موقع دوري الهوكي الوطني (الإنجليزية)
- دون جونز على موقع قاعة مشاهير الهوكي (لاعب أن.إتش.أل) (الإنجليزية)
- دون جونز على موقع EliteProspects.com (الإنجليزية)
- دون جونز على موقع HockeyDB.com (الإنجليزية)
- دون جونز على موقع Hockey-Reference.com (الإنجليزية)